# Coachella (sång)
"Coachella" är den elfte singeln av den nyzeeländska sångerskan Brooke Fraser. Singeln släpptes den 25 april 2011 som den tredje och sista singeln från hennes tredje studioalbum Flags. Den var den andra av Frasers singlar som inte kom in på den nyzeeländska singellistan efter "Albertine".